# It's Hyorish
It's Hyorish è il terzo album in studio della cantante sudcoreana Lee Hyo-ri, pubblicato il 14 luglio 2008.

## Tracce
1. Lee Hyori the invincible
2. Lesson
3. U Go Girl (feat. Nassun)
4. Photo album
5. A barbarber shop’s daughter
6. Don’t cry
7. Do You think it’ll be okay? (Feat. Bigtone)
8. Sexy boy (feat. Wheesung)
9. Red Car (feat. Kim Gunmo)
10. Hey Mr.Big
11. P.P.P (Punky Punky Party) (feat. Nassun)
12. My life
13. Unusual (feat. Seo seunghwa)